# Plano Dawes
O Plano Dawes foi um plano provisório elaborado por um comitê dirigido Charles G. Dawes para viabilizar o pagamento das dívidas que a Alemanha possuía após o final da Primeira Guerra Mundial, decorrentes do Tratado de Versalhes.
O comitê era composto por 10 representantes, dois de cada um dos seguintes países: Bélgica, França, Grã-Bretanha, Itália e Estados Unidos. O comitê chegou a um acordo em agosto de 1924 que consistia em:
1. Evacuação da região do Ruhr pelas forças francesas.
2. O pagamento das indenizações começaria em 1000 milhões de marcos e aumentaria num período de 4 anos até atingir 2500 milhões de marcos anuais.
3. O Reichsbank da Alemanha seria reorganizado sob supervisão aliada.
4. Empréstimos estrangeiros, principalmente dos E.U.A., seriam disponibilizados para a Alemanha.
5. A fonte para as verbas de reparação deveriam incluir impostos sobre transportes, impostos sobre mercadorias e taxas alfandegárias.

O plano foi prontamente aceito pela Alemanha e entrou em vigor em setembro de 1924. Os pagamentos persistiram até 1929 quando se percebeu que os valores eram insustentáveis para a Alemanha e o plano foi substituído pelo Plano Young.
A curto prazo o efeito do plano Dawes foi de estabilizar a economia e moeda alemãs, mas também tornou-a dependente de mercados externos e frágil em relação a crises na economia americana (como a crise de 1929).
O plano teve efeitos positivos na Alemanha, que foi capaz de finalmente se reconstruir de forma efetiva após a Primeira Grande Guerra. Em 1926, o potencial industrial alemão já era um dos maiores da Europa novamente e sua economia, de forma geral, crescia mais do que países como França e Reino Unido.